# Hatsimla
Hatsimla é uma vila no distrito de Barddhaman, no estado indiano de Bengala Ocidental.

## Demografia
Segundo o censo de 2001, Hatsimla tinha uma população de 6175 habitantes. Os indivíduos do sexo masculino constituem 54% da população e os do sexo feminino 46%. Hatsimla tem uma taxa de literacia de 69%, superior à média nacional de 59,5%: a literacia no sexo masculino é de 75% e no sexo feminino é de 61%. Em Hatsimla, 12% da população está abaixo dos 6 anos de idade.